# Льюїсвілл (Північна Кароліна)
Льюїсвілл (англ. Lewisville) — місто (англ. town) в США, в окрузі Форсайт штату Північна Кароліна. Населення — 13 381 особа (2020).

## Географія
Льюїсвілл розташований за координатами 36°6′19″ пн. ш. 80°25′27″ зх. д. / 36.10528° пн. ш. 80.42417° зх. д. (36.105272, -80.424062).  За даними Бюро перепису населення США в 2010 році місто мало площу 36,76 км², з яких 36,18 км² — суходіл та 0,58 км² — водойми.

## Демографія
Згідно з переписом 2010 року, у місті мешкало 12 639 осіб у 4936 домогосподарствах у складі 3742 родин. Густота населення становила 344 особи/км².  Було 5264 помешкання (143/км²).
Расовий склад населення:
| - 90,3 % — білих - 5,0 % — чорних або афроамериканців - 1,7 % — азіатів - 0,3 % — корінних американців - 1,1 % — осіб інших рас |

До двох чи більше рас належало 1,6 %. Частка іспаномовних становила 3,4 % від усіх жителів.
За віковим діапазоном населення розподілялося таким чином: 25,0 % — особи молодші 18 років, 62,3 % — особи у віці 18—64 років, 12,7 % — особи у віці 65 років та старші. Медіана віку мешканця становила 43,4 року. На 100 осіб жіночої статі у місті припадало 94,3 чоловіків;  на 100 жінок у віці від 18 років та старших — 91,0 чоловіків також старших 18 років.
Середній дохід на одне домашнє господарство  становив 96 908 доларів США (медіана — 73 013), а середній дохід на одну сім'ю — 111 842 долари (медіана — 88 964). Медіана доходів становила 59 886 доларів для чоловіків та 44 267 доларів для жінок. За межею бідності перебувало 4,2 % осіб, у тому числі 5,0 % дітей у віці до 18 років та 5,0 % осіб у віці 65 років та старших.
Цивільне працевлаштоване населення становило 6418 осіб. Основні галузі зайнятості: освіта, охорона здоров'я та соціальна допомога — 28,7 %, виробництво — 15,2 %, фінанси, страхування та нерухомість — 11,2 %, науковці, спеціалісти, менеджери — 10,9 %.